# مقاطعة تجكجة

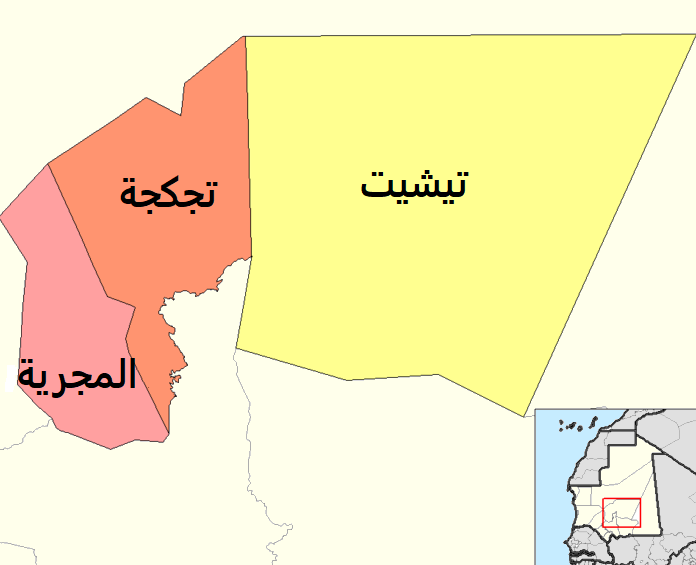
مقاطعات تكانت: تجكجة في المركز

تجكجة هي مقاطعة من ولاية تكانت في موريتانيا.

## قائمة البلديات في المقاطعة
تتكون المقاطعة من ست بلديات :
- تجكجة
- الرشيد
- الواحات (موريتانيا)
- التنسيق  [لغات أخرى]‏
- بوبكر بن عامر (القدية)
- لحصيرة